# Hecho social
El hecho social  es un concepto básico en la sociología y la antropología. Fue acuñado por Émile Durkheim en su libro Las reglas del método sociológico (1895). Refiere a todo comportamiento, forma de ver, pensar, actuar y sentir exterior a la consciencia. Está presente en un grupo social, sea respetado o no, y sea compartido o no.
Los hechos sociales pueden ser de 3 tipos diferentes:
- Morfológicos: Dan forma a la sociedad
- Instituciones: Ya están impuestos en la sociedad.
- Corrientes de opinión: También pueden ser llamadas moda, es algo que no perdura en el tiempo.

La sociedad es considerada como un todo que es mayor que la suma de las personas que la componen. A su vez, es recreada en mayor o menor medida por éstas, de manera que la mayoría la comparte y todos la conocen, entrando en la conformación de sus prácticas y de sus juicios morales sin que deba ser previamente discutido.
Émile Durkheim define hecho social como las maneras de obrar, sentir y vivir exteriores al individuo,  que ejercen un poder coercitivo sobre su conducta orientándola en todo su desarrollo. Emile Durkheim manifiesta en su concepto de hecho social cómo los caracteres culturales  moldean a los sujetos y les predisponen a comportarse y pensar de una determinada manera, en concreto en función de los elementos culturales que el sujeto haya ido interiorizando a lo largo  de su proceso de  socialización, un proceso que dura toda su vida biológica y social. Se  obtiene de esta clara relación el significado del hecho social por su claro condicionamiento de rasgos  y actitudes  culturales que influyen en el individuo tanto de forma consciente como de forma inconscientes y que le predisponen a actuar y pensar de una determinada manera.
En otras palabras: "Es hecho social todo modo de hacer, fijo o no, que puede ejercer una coerción exterior sobre el individuo; [...] que es general en todo el ámbito de una sociedad dada y que, al mismo tiempo, tiene una existencia propia, independiente de sus manifestaciones individuales".

## Algunas características de un Hecho Social son
- 1. Es creado por y para la sociedad: los hechos sociales son aquellas acciones o situaciones que se generan en el seno de la sociedad y que involucran a sus miembros.

- 2. Es colectivo: un hecho social implica la interacción entre varias personas y no se limita a la acción individual.

- 3. Es externo al individuo: los hechos sociales trascienden a los individuos que los crean y forman parte de algo más grande que ellos mismos.

- 4. Es coercitivo: los hechos sociales pueden generar una o varias normas que se deben respetar para que se mantenga el orden social. Estas normas pueden generar sanciones o recompensas.

- 5. Es continuo: los hechos sociales se mantienen en el tiempo y pueden evolucionar, pero siempre están presentes en la sociedad.

- 6. Es capaz de convertirse en un objeto de estudio científico: los hechos sociales pueden ser objeto de estudio y análisis dentro de las diferentes disciplinas de las ciencias sociales.

## Ejemplo de hecho social
El ejemplo clásico es el momento del aplauso después de una representación teatral: cada espectador sabe cuándo empezar a aplaudir (y en qué caso debe hacerlo, y las consecuencias de no hacerlo) sin necesidad de preguntar a los demás, de manera que el fenómeno se produce con notoria sincronicidad a partir de la uniformidad de cientos de fuentes particulares previamente aculturadas sobre ese hecho social. Desde este punto de vista, todas las facetas mayores de un grupo humano: su lengua, su religión, su moral y sus costumbres son hechos sociales. Se trata de modos de actuar, modos de sentir y de modos de pensar que exhiben la notable propiedad de que existen fuera de las garantías individuales.

## Hecho Social en el Derecho
Es entendido aquí el Derecho como un fenómeno que sucede en un tiempo y en un espacio determinado. Por ello decimos que el derecho es fáctico. Es decir, que acontece según una temporalidad y una especialidad determinada (R= t/e). 

## Acatamiento
El resultado del no acatamiento a un hecho social es, en el fuero interno, un índice de fortaleza. La vigencia de ese elemento, dentro del acervo de los hechos sociales, conforma el conjunto cultural. A veces, el no acatamiento es un síntoma de la no pertenencia del individuo respecto del grupo social, lo que puede llevarlo incluso hasta el suicidio.
En las prácticas externas, el no acatamiento puede ser una causal de sanción que, dependiendo de la gravedad de la transgresión, considerada por ese grupo humano, puede ir desde una simple reprobación moral hasta la aplicación de castigos y sanciones penales. La gravedad está en relación directa con la importancia relativa del hecho social violado y su vigencia, asociado a un estado de decaimiento, estabilidad o ascensión.

## Hecho Social Total
Otro autor que habló del Hecho Social fue Marcel Mauss, sobrino de Durkheim, el cual abordó este concepto como totalidad. Mauss habla y propone el concepto de Hecho Social Total en su famosa obra Ensayo sobre el don, forma y función del intercambio en las sociedades arcaicas; propone que el don es "un hecho social total, pues es un punto estrictamente concreto a partir del cual se puede identificar el conjunto de relaciones sociales de una sociedad que se manifiestan en los individuos que participan en ellas."
Entendemos entonces que Hecho Social Total se "refiere a hechos de tipo institucional que, como el intercambio de regalos, [...] son a la vez jurídicos, económicos y religiosos, incluso estéticos" en resumen: hechos que ponen en juego la totalidad de la sociedad y sus instituciones.
En los últimos años, diversos autores han considerado como hechos sociales totales los acontecimientos globales de gran magnitud, tales como los desastres naturales o las pandemias